# Augusto Midana
Augusto Midana (nascido em 20 de Maio de 1984, em Sucuto-Nhacra) é um lutador da Guiné-Bissau, que concorre na categoria peso médio (-74 kg). Ele representou a Guiné-Bissau nos Jogos Olímpicos de 2008 em Pequim, China tendo sido o porta-bandeiras de sua nação durante a abertura dos jogos.
Midana concorreu novamente nos Jogos Olímpicos de Verão de 2012, em Londres, quando terminou em 7º lugar.
Em 2016, Augusto Midana concorreu pela terceira vez nos Jogos Olímpicos, desta vez no Rio de Janeiro. Ele foi derrotado por Jordan Burroughs dos Estados Unidos na primeira rodada. Mais uma vez Midana teve a oportunidade de ser o porta-bandeiras da Guiné-Bissau durante o Desfile das Nações, na Cerimônia de abertura dos Jogos de 2016.